# Kazimierz Brodziński
Kazimierz Brodziński (Galícia, Królówka, 1791. március 8. – Drezda, 1835. október 10.) lengyel költő.

## Életútja
1809-ben a Varsói Hercegség tüzérségéhez mint altiszt állt be, 1812-ben Oroszország ellen ment, a lipcsei csatában fogságba került, azután Varsóban telepedett le, ahol az esztétika egyetemi tanára lett. Az egyetem 1832-ben feloszlatván, Brodziński állás nélkül maradt. Igazi népies költő volt; költeményeit kedélyesség, hazaszeretet és vallásosság jellemzik. Különösen fölemlítendő művei közül a Wieslaw című idill, amelyben a lengyel nép falusi élete van vonzó modorban leírva. Művei 4 kötetben Vilnában 1842-ben és 1874-ben Józef Ignacy Kraszewski által rendezve 8 kötetben Varsóban jelentek meg.